# Лещина крупная
Лещи́на кру́пная, или «ломбардский орех» (лат. Corylus maxima) — вид листопадных деревянистых кустарников рода Лещина (Corylus) семейства Берёзовые (Betulaceae), плоды которого известны под названием фундук.

## Распространение и экология
В природе ареал вида охватывает юго-восточную Европу и Малую Азию.
В больших количествах разводится в Турции, на Балканах, в Италии, Северной Америке, в южных районах Франции, Германии и Швеции. В пределах бывшего СССР в Закавказье и Крыму.

## Ботаническое описание
Крупный кустарник или дерево высотой 3—10 м. Кора ствола и крупных ветвей пепельно-серая; молодые побеги густоопушённые, красновато-зелёные; годовалые — почти голые или со стебельчатыми железками.
Почки обратнояйцевидные, светло-бурые, цветковые значительно крупнее листовых. Листья округло-сердцевидные или широко-овальные, длиной 7—12 см, шириной 6—10 см, коротко-заострённые и слабо лопастные, неравномерно удвоенно-зубчатые, зелёные или часто тёмно-красные, снизу более светлые и опушённые по жилкам, на черешках длиной 0,8—2 см. Прилистники продолговатые.
Тычиночные серёжки длиной до 10 см, диаметром 1 см.
Плоды по 3-6, реже по 1 или до 8, скучены на ножке длиной до 3 см. Обёртка в нижней части несколько мясистая, вдвое длиннее ореха, плотно его обтягивает и над ним вытянута в суживающуюся трубку, рассеченную на широкие зубчатые лопасти, зелёная или красно-зелёная, бархатисто-опушённая и железисто-волосистая. Орех продолговато-яйцевидный до почти цилиндрического, длиной 2—2,5 см, диаметром около 1,5 см.
Цветение в марте. Плодоношение в сентябре.
|                                                                     |  |  |  |
| Слева направо: Листья. Мужская серёжка. Зелёные плоды. Зрелый плод. |  |  |  |

## Значение и применение
В культуре известна со времён древней Греции и Рима как орехоплодное растение. Крупные орехи очень высокого вкусового и пищевого качества: содержат 50—60 % жира, около 15 % белков и по вкусу напоминают миндаль. В больших количествах ломбардские орехи используются в кондитерской промышленности для выделки халвы, в качестве заменителя миндаля и пр.
Масло, очень вкусное и ароматичное, также применяется в кондитерской и пищевой промышленности.
В качестве декоративного растения распространена мало.

## Таксономия
Вид Лещина крупная входит в род Лещина (Corylus) подсемейства Лещиновые (Coryloideae) семейства Берёзовые (Betulaceae) порядка Букоцветные (Fagales).
В ряде источников считается синонимом лещины обыкновенной (Corylus avellana).
|  |                                      |  |                                                             |                                                             |                     |  | ещё 7 семейств (согласно Системе APG II) | ещё 7 семейств (согласно Системе APG II)                   |                                                            |  |  |  | ещё 3 рода   | ещё 3 рода         |  |  |
|  |                                      |  |                                                             |                                                             |                     |  | ещё 7 семейств (согласно Системе APG II) | ещё 7 семейств (согласно Системе APG II)                   |                                                            |  |  |  | ещё 3 рода   | ещё 3 рода         |  |  |
|  |                                      |  |                                                             | порядок Букоцветные                                         |                     |  |                                          |                                                            | подсемейство Лещиновые                                     |  |  |  |              | вид Лещина крупная |  |  |
|  |                                      |  |                                                             | порядок Букоцветные                                         |                     |  |                                          |                                                            | подсемейство Лещиновые                                     |  |  |  |              | вид Лещина крупная |  |  |
|  | отдел Цветковые, или Покрытосеменные |  |                                                             |                                                             | семейство Берёзовые |  |                                          |                                                            | род Лещина                                                 |  |  |  |              |                    |  |  |
|  | отдел Цветковые, или Покрытосеменные |  |                                                             |                                                             |                     |  |                                          |                                                            |                                                            |  |  |  |              |                    |  |  |
|  |                                      |  | ещё 44 порядка цветковых растений (согласно Системе APG II) | ещё 44 порядка цветковых растений (согласно Системе APG II) |                     |  |                                          | ещё одно подсемейство, Берёзовые (согласно Системе APG II) | ещё одно подсемейство, Берёзовые (согласно Системе APG II) |  |  |  | ещё 16 видов |                    |  |  |
|  |                                      |  |                                                             | ещё 44 порядка цветковых растений (согласно Системе APG II) |                     |  |                                          |                                                            | ещё одно подсемейство, Берёзовые (согласно Системе APG II) |  |  |  |              |                    |  |  |